# Porte du Pré-Saint-Gervais
De Porte du Pré-Saint-Gervais is een toegangslocatie (porte) tot de stad Parijs, en is gelegen in het noordoostelijke 19e arrondissement. De naam verwijst naar de nabijgelegen gemeente Le Pré-Saint-Gervais.

## Vervoer
Bij de Porte du Pré-Saint-Gervais ligt het metrostation Pré Saint-Gervais (metrolijn 7bis) en de tramhalte Hopital Robert-Debré van tramlijn 3b.